# Vivacricotopus ablusus
Vivacricotopus ablusus är en tvåvingeart som beskrevs av Schnell och Ole Anton Saether 1988. Vivacricotopus ablusus ingår i släktet Vivacricotopus och familjen fjädermyggor.
Artens utbredningsområde är Norge. Enligt den finländska rödlistan är arten sårbar i Finland. Arten har ej påträffats i Sverige. Artens livsmiljö är källmiljöer. Inga underarter finns listade i Catalogue of Life.